# 南森島 (法蘭士約瑟夫地群島)
80°18′N 54°06′E / 80.3°N 54.1°E
南森島是俄羅斯的島嶼，屬於法蘭士約瑟夫地群島的一部分，位於布羅米奇島以西，由阿爾漢格爾斯克州負責管轄，面積164平方公里，最高點海拔高度372米，該島以挪威探險家弗里喬夫·南森命名。

## 外部連結
- （页面存档备份，存于） & [永久]
- Recent expeditions: Archive.today的存檔，存档日期2007-06-16
- On the (sometimes bewildering) spelling of Russian geographical names:
- David W. Wilton: